# Kolejowa wieża ciśnień w Augustowie

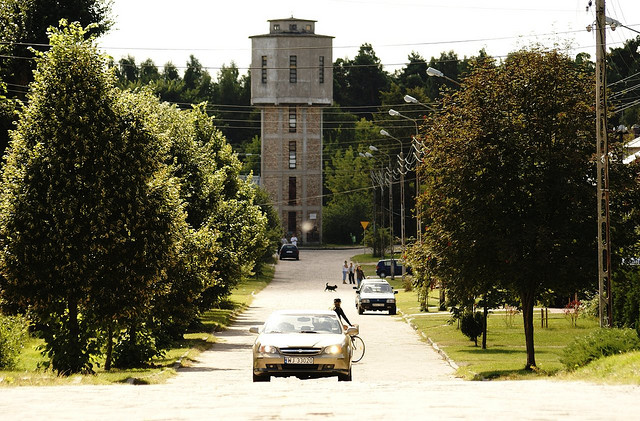
Wieża ciśnień w Augustowie (2009)

Kolejowa wieża ciśnień w Augustowie – wieża ciśnień znajdująca się w Augustowie w pow. augustowskim w woj. podlaskim przy ulicy Turystycznej w pobliżu stacji kolejowej Augustów .

## Architektura
Pięciokondygnacyjny budynek wieży ciśnień o konstrukcji szkieletowej żelbetowej ze ścianami zewnętrznymi z muru ceglanego ma kubaturę 630 m³, powierzchnię zabudowy 28 m² i powierzchnię użytkową 137 m². Jego wysokość to 21 m . Obiekt znajduje się na działce o powierzchni 665 m² .

## Wykorzystanie i ochrona
W 2018 nieruchomość z wieżą ciśnień wpisana została do Gminnego Programu Rewitalizacji Miasta Augustów. Zakwalifikowano ją do grupy cennych architektonicznie, zdegradowanych obiektów kubaturowych w dzielnicy Lipowiec, które mogą być wykorzystane np. na cele usług nieuciążliwych, usług społecznych, kulturalnych i innych.
W 2017 wieża została wystawiona na sprzedaż .